# Smardzowice
Smardzowice [pronunciación en polaco: /smard͡zɔˈvit͡sɛ/] es un pueblo en el distrito administrativo de Gmina Skałun, dentro del Distrito de Kraków, Voivodato de Pequeña Polonia, en el sur de Polonia. Se encuentra aproximadamente 4 kilómetros al sur de Skałun y 17 kilómetros al norte de la capital regional, Kraków.